# قاتل في حيرة
قاتل في حيرة (بالكورية: 살인자o난감)؛ هو مسلسل كوري جنوبي، من بطولة تشوي وو-شيك، سون سوك كو ولي هي-جون، المسلسل مبني على ويبتون الذي يحمل نفس الاسم، يحكي قصة رجل عادي بدأ القتل بالخطأ والمحقق الذي يلاحقه بشدة. تم اصداره على نتفليكس في 9 فبراير 2024.

## القصة
حين تسفر حادثة قتل غير متعمدة عن وقوع غيرها، يجد شاب بسيط نفسه متورطًا في مطاردة مثيرة لا نهاية لها مع محقق حاد الذكاء.

## الجوائز والترشيحات
| قائمة الجوائز والترشيحات | قائمة الجوائز والترشيحات                  | قائمة الجوائز والترشيحات | قائمة الجوائز والترشيحات | قائمة الجوائز والترشيحات | قائمة الجوائز والترشيحات |
| السنة                    | الجائزة                                   | الفئة                    | المستلم                  | النتيجة                  | م.                       |
| ------------------------ | ----------------------------------------- | ------------------------ | ------------------------ | ------------------------ | ------------------------ |
| 2024                     | جوائز المحتوى الآسيوي وجوائز OTT العالمية | أفضل ممثل جديد           | كيم يو هان               | فوز                      | [ 4 ]                    |
| 2024                     | جوائز المحتوى الآسيوي وجوائز OTT العالمية | أفضل إبداع               | قاتل في حيرة             | رُشِّح                      | [ 5 ] [ 6 ]              |
| 2024                     | جوائز المحتوى الآسيوي وجوائز OTT العالمية | أفضل ممثل رئيسي          | تشوي وو شيك              | رُشِّح                      | [ 5 ] [ 6 ]              |
| 2024                     | جوائز المحتوى الآسيوي وجوائز OTT العالمية | أفضل ممثل مساعد          | لي هي جون                | رُشِّح                      | [ 5 ] [ 6 ]              |
| 2024                     | جوائز بايكسانغ للفنون                     | أفضل مخرج                | لي تشانغ هي              | رُشِّح                      | [ 7 ]                    |
| 2024                     | جوائز بايكسانغ للفنون                     | أفضل ممثل مساعد          | لي هي جون                | رُشِّح                      | [ 7 ]                    |
| 2024                     | جوائز بايكسانغ للفنون                     | أفضل ممثل جديد           | كيم يو هان               | رُشِّح                      | [ 7 ]                    |
| 2024                     | جوائز مسلسلات التنين الأزرق               | أفضل دراما               | قاتل في حيرة             | رُشِّح                      | [ 8 ]                    |
| 2024                     | جوائز مسلسلات التنين الأزرق               | أفضل ممثل                | تشوي وو سيك              | رُشِّح                      | [ 8 ]                    |
| 2024                     | جوائز مسلسلات التنين الأزرق               | أفضل ممثل مساعد          | لي هي جون                | رُشِّح                      | [ 8 ]                    |
| 2024                     | جوائز سيول الدولية للدراما                | دراما كورية متميزة       | قاتل في حيرة             | رُشِّح                      | [ 9 ]                    |

### قوائم
| الناشر                    | السنة | القائمة                                    | المركز    | م.     |
| ------------------------- | ----- | ------------------------------------------ | --------- | ------ |
| إن إم إي                  | 2024  | أفضل 10 مسلسلات كورية لعام 2024 - حتى الآن | مُضمّن      | [ 10 ] |
| إن إم إي                  | 2024  | أفضل 10 مسلسلات كورية لعام 2024            | المركز 8  | [ 11 ] |
| جريدة جنوب الصين الصباحية | 2024  | أفضل 15 مسلسل كوري لعام 2024               | المركز 13 | [ 12 ] |

## روابط خارجية
- قاتل في حيرة على موقع IMDb (الإنجليزية)
- قاتل في حيرة على موقع روتن توميتوز (الإنجليزية)
- قاتل في حيرة على موقع نتفليكس (الإنجليزية)
- قاتل في حيرة على موقع فيلمافينيتي (الإسبانية)
- قاتل في حيرة على موقع قاعدة بيانات الفيلم (الإنجليزية)